# Ержебет Маркус
Ержебет Маркус (угор. Erzsébet Márkus, 23 серпня 1969) — угорська важкоатлетка.
Срібна призерка Олімпійських Ігор 2000 року в категорії до 69 кг.
Бронзова призерка Чемпіонату світу 1999 року в категорії до 69 кг.
Чемпіонка Європи 1998 року в категорії до 69 кг, срібна призерка 1997 року в категорії до 64 кг.